# Domingo Rey d'Harcourt
Domingo Rey d'Harcourt, né à Calamocha le 20 décembre 1885 et mort à Pont de Molins le 7 février 1939, était un militaire espagnol.

## Biographie
Colonel d'artillerie, il se rallie au soulèvement militaire au début de la Guerre civile espagnole. Il commande la garnison de Teruel pendant les premiers mois de la guerre. Assiégé par l'armée républicaine, après avoir longtemps résisté dans les ruines de la ville, il se rend le 8 janvier 1938, avec 1 500 soldats, ce qui lui est reproché par le commandement militaire franquiste. 
Condamné pour trahison, il est emprisonné à Valence, puis à Barcelone. Après l'invasion de la Catalogne par les troupes nationalistes, il est emmené vers la frontière française, où il est finalement tué - avec plusieurs autres personnes faites prisonnières pendant la bataille de Teruel, dont l'évêque de Teruel Anselmo Polanco (es) - par des soldats républicains agissant aux ordres du commandant communiste Pedro Diaz. Après avoir été « [...] abattus, les corps aspergés d'essence ont été brûlés. ». L'exécution a eu lieu près de Ripoll, dans le ravin de Can Tretze.